# 佐々孫介
佐々 孫介（さっさ まごすけ、大永6年?（1527年?） - 弘治2年8月24日（1556年9月27日））は、戦国時代の武将。佐々成政の次兄。織田信長に仕える。諱は不明。系図類には「成経」「勝重」ともあるが、信用の限りではない。
大永6年（1527年）、佐々成宗（盛政）の次男として尾張国井関城に生まれる。天文11年（1542年）8月、齢17歳にして三河国小豆坂の戦いで功名。兄隼人正と共に小豆坂七本槍の一人に数えられる。弘治元年11月26日（1556年1月7日）に坂井孫八郎が織田信光を殺す事件があり、孫介は信長の命により5人の討っ手と共に坂井を成敗した。翌2年8月、稲生の戦いに武者大将として出陣し奮戦するも討死を遂げた。子に佐々行政。